# I Stay Away
"I Stay Away" é uma canção da banda de rock americana Alice in Chains, lançada como segundo single do EP Jar of Flies de 1994. Foi a primeira canção que a banda compôs com o baixista Mike Inez, que entrou na banda em 1993. O single alcançou a 10ª posição do ranking Mainstream Rock Tracks da Billboard, e permaneceu na parada durante 26 semanas. A canção foi indicada ao Grammy de Melhor Performance Hard Rock em 1995. É notavelmente mais leve que as gravações anteriores do Alice in Chains, tanto em Facelift e Dirt. Também utiliza uma grande variedade de instrumentos nunca antes tentados pela banda, incluindo cornetas e instrumentos de corda. A canção está presente nas compilações Nothing Safe: Best of the Box (1999), Music Bank (1999), Greatest Hits (2001), e The Essential Alice in Chains (2006).

## Videoclipe
O videoclipe da canção é inteiramente feito em animação stop-motion, mostrando os membros da banda em forma de fantoches em um circo. O vídeo foi dirigido por Nick Domkin. Os bonecos usados no vídeo estão em exposição no múseu do Rock and Roll Hall of Fame em Cleveland, Ohio.
O vídeo também apareceu em um episódio de Beavis and Butthead, "Walking Erect" de 1994.

## Créditos
- Layne Staley – vocal
- Jerry Cantrell – vocal, guitarra
- Mike Inez – contra-baixo
- Sean Kinney – bateria
- April Acevez – viola
- Rebecca Clemons-Smith – violino
- Matthew Weiss – violino
- Justine Foy – violoncelo

## Ranking
| Chart (1994)                               | Peak position |
| ------------------------------------------ | ------------- |
| Estados Unidos (Billboard Mainstream Rock) | 10            |